# ماروني (أسطورة)
ماروني (بالإنجليزية: Marruni)‏ في أساطير ميلانيزيا هو إله الزلازل. في الأساطير الميلانيزية يعتبر ماروني رب الزلازل في ميلانيزيا.